# Ain Dfali (kommun i Marocko)
Ain Dfali (franska: Ain Dfali (CR), Ain Dfali (Commune Rurale), arabiska: مصمودة) är en kommun i Marocko.   Den ligger i provinsen Sidi Kacem och regionen Rabat-Salé-Kénitra, i den nordöstra delen av landet, 140 km nordost om huvudstaden Rabat. Antalet invånare är 24 500.